# Afrocostosa
Afrocostosa là một chi bướm đêm thuộc phân họ Tortricinae của họ Tortricidae.

## Các loài
- Afrocostosa flaviapicella Aarvik, 2004